# Чески, Брайан
Брайан Джозеф Чески (род. 29 августа 1981 года) — американский предприниматель и промышленный дизайнер, соучредитель и генеральный директор компании Airbnb. Чески занимает 290-е место в списке самых богатых людей мира по версии Forbes, его состояние оценивается в 9,2 миллиарда долларов, что в основном связано с его 10-процентной долей в Airbnb.

### Ранние годы
Брайан Чески родился 29 августа 1981 года в Нискаюна, Нью-Йорк в семье Деборы и Роберта Чески; его отец польского происхождения, а мать — французского происхождения. Оба родителя Чески были социальными работниками. У него есть младшая сестра по имени Эллисон. Чески увлекается рисованием и бонсай. Позже он получил польское и французское гражданство благодаря натурализации родителей.
В детстве первым увлечением Чески был хоккей с шайбой. В подростковом возрасте он заинтересовался искусством и называл Леонардо да Винчи одним из своих первых вдохновителей. Он рисовал копии картин и переделывал дизайн игрушек и обуви. В интервью газете The New York Times он рассказывал, как наблюдение за тем, как друзья его родителей перепланировали задний двор, привело к интересу к ландшафтной архитектуре, а затем — к градостроительству.

### Образование
Чески окончил старшую школу Нискайуны в 1999 году и в 2004 году получил степень бакалавра изящных искусств, англ. Bachelor of Fine Arts в области промышленного дизайна в Род-Айлендской школе дизайна. Во время учёбы в колледже на Чески повлияли работы Чарльза Имза, Рэй Имз и Уолта Диснея. Он был капитаном хоккейной команды и занимался бодибилдингом на соревновательном уровне. Также Чески является дизайнером неофициального талисмана колледжа, Scrotie.

### Карьера
Чески переехал в Лос-Анджелес после окончания колледжа, чтобы работать промышленным дизайнером в компании 3DID. Он разрабатывал игрушки, гитары, медицинское оборудование и другие изделия в 3DID. Чески разочаровался в работе и долгих поездках на работу, особенно после участия в команде, которая работала над сиденьем для унитаза Pureflush для телешоу American Inventor. В 2007 году он сократил часы работы в 3DID, чтобы заняться дизайном мебели.
В октябре 2007 года он переехал в Сан-Франциско, чтобы жить с однокурсником из колледжа Джо Геббиа. У Чески не было достаточно денег на оплату аренды, и они открыли свой дом для краткосрочной аренды как bed and breakfast, предоставляя гостям надувные матрасы для сна и Pop-Tarts на завтрак во время конференции Industrial Designers Society of America, когда гостиничные номера были заняты. Впоследствии этот бизнес стал Airbnb.
Геббиа и Чески пригласили Нейтана Блечарзика разработать новый веб-сайт для компании, тогда известной как Airbed & Breakfast. Сайт был запущен до конференции 2008 года South by Southwest (SXSW) в Остин, Техас, и получил два бронирования, одно из которых сделал сам Чески. На SXSW он встретил Майкла Сейбеля, который позже связал его в Y Combinator и обеспечил значительные инвестиции для Airbnb.
Перед Democratic National Convention 2008 в Денвер, Колорадо, о ней написали в TechCrunch, что привело к такому наплыву посетителей на сайт, что он упал.
Чески и партнеры рекламировали сервис через микроблоги, что привело к публикациям в крупных изданиях, включая Denver Post и The New York Times. Это привело к 800 объявлениям о сдаче комнат и 80 бронированиям.
После съезда у Чески и Геббиа был долг в размере 20,000  долларов США на каждого. Они разработали и продавали коробки с тематическими завтраками в поддержку выборов 2008 года — "Obama O's" и "Cap'n McCains". Продажи принесли от 20,000 до 30,000  долларов США, что позволило выплатить большую часть долгов.
В начале 2009 года Чески, Геббиа и Блечарзик записались на курс стартапов в Y Combinator. Курс предоставил 20,000  долларов США посевных инвестиций и обучение от Пола Грэма и других в обмен на 6% акций компании. Партнер Sequoia Capital Грег МакАду инвестировал 585,000  долларов США в компанию, переименованную в Airbnb, в конце курса. Компания продолжала работать из квартиры Чески и Геббиа, при этом Чески жил в арендуемых через платформу местах. Осенью 2010 года он взял должность chief executive officer Airbnb. В 2011 году Чески и сооснователи отказались от покупки конкурента Wimdu, финансируемого Rocket Internet, и вместо этого приобрели Accoleo, немецкую копию сервиса, и начали быстрое расширение в Европе.
В декабре 2020 года Airbnb стал публичной компанией, проведя первое IPO. В 2024 году журнал Fortune поставил Чески на 43-е место в рейтинге «100 самых влиятельных людей в бизнесе».

### Благотворительность
11 июня 2016 года Чески присоединился к инициативе Уоррена Баффета и Билла Гейтса — Клятва дарения, объединяющей миллиардеров, которые обязались отдать большую часть своего состояния на благотворительность.
В 2020 году Чески пожертвовал 10 миллионов долларов некоммерческим организациям, поддерживающим сотрудников на передовой во время пандемии коронавируса.
В 2022 году Чески занял 20-е место по объёму пожертвований в списке 50 самых активных филантропов США по версии The Chronicle of Philanthropy.
В мае 2022 года Чески пообещал выделить 100 миллионов долларов в течение пяти лет Фонду Обамы на запуск стипендиальной программы для студентов, стремящихся работать в сфере госслужбы. Стипендия Voyager предоставляет студентам третьих и четвёртых курсов до 50 000 долларов финансовой помощи, стипендию в размере 10 000 долларов и бесплатное жильё от Airbnb для летней стажировки с возможностью путешествовать. Также программа включает ежегодный грант на путешествия в размере 2 000 долларов в течение 10 лет после окончания учёбы, ежегодный саммит и сеть наставников.

Примечания 
1. ↑  Brian Chesky. Forbes. Дата обращения: 21 декабря 2024.
2. ↑  The CNBC Next List: Brian Chesky and Joe Gebbia. CNBC (6 октября 2014).
3. ↑  Harry Chesky Obituary. Times Union (4 октября 2008).
4. 1 2  Stone, Brad. The Upstarts: How Uber, Airbnb and the Killer Companies of the New Silicon Valley are Changing the World. — Transworld, February 2, 2017. — ISBN 9781473527027.
5. ↑  Gallagher, Leigh (26 июня 2015). The education of Airbnb's Brian Chesky. Fortune.
6. ↑  Cohen, Anne (16 апреля 2015). Ruth Bader Ginsburg, Amy Schumer and Bibi Make Time 100 List. The Forward.
7. ↑  Lagorio-Chafkin, Christine (28 ноября 2022). How Airbnb CEO Brian Chesky Nurtures His Creativity. Inc. Дата обращения: 1 мая 2024.
8. ↑  Alter, Charlotte (2023-11-16). Brian Chesky on How Art Helped Him Build Airbnb. Time. Дата обращения: 2024-03-19.
9. ↑  Bryant, Adam (11 октября 2014). Brian Chesky of Airbnb, on Scratching the Itch to Create. The New York Times. ISSN 0362-4331.
10. ↑  Fortson, Danny. Airbnb is waiting to really take off. The Sunday Times (25 февраля 2018).
11. ↑  Hartmans, Avery (22 июля 2017). The fabulous life of Airbnb's Brian Chesky, one of the youngest and richest tech founders in America. Business Insider.
12. ↑  Airbnb Co-Founder, CEO and Head of Community Brian Chesky to Deliver Keynote Address at Rhode Island School of Design's 2017 Commencement (Press release). Rhode Island School of Design. 19 мая 2017.
13. ↑  Stone, Brad. The Upstarts. — Little, Brown and Company, 2017. — P. 213, 326. — ISBN 978-0-316-38839-9.
14. ↑  Lee, Dave (1 мая 2021). Airbnb's Brian Chesky: 'The trick is to be optimistic'. Financial Times. Дата обращения: 18 марта 2024.
15. ↑  The Story of Scrotie, the Dick-and-Balls Hockey Mascot That Could (амер. англ.). MEL Magazine (26 апреля 2022). Дата обращения: 6 сентября 2024.
16. ↑  Gallagher, Leigh. The Airbnb Story: How Three Ordinary Guys Disrupted an Industry, Made Billions... and Created Plenty of Controversy. — Boston : Houghton Mifflin Harcourt, 2017. — ISBN 9780544952669.
17. ↑  Stone, Brad. The Upstarts: How Uber, Airbnb, and the Killer Companies of the New Silicon Valley Are Changing the World. — New York : Little, Brown and Company, 2017. — ISBN 9780316388399.
18. ↑  Friedman, Thomas L. (20 июля 2013). Welcome to the 'Sharing Economy'. The New York Times. Дата обращения: 20 марта 2024.
19. ↑  Gallagher, Leigh. The Airbnb Story. — Houghton Mifflin Harcourt, 2017.
20. 1 2 3 4 5  Stone, Brad. The Upstarts. — Little, Brown and Company, 2017.
21. ↑  Gallagher, Leigh. The Airbnb Story. — Houghton Mifflin Harcourt, 2017. — P. 13-16.
22. ↑  Gallagher, Leigh. The Airbnb Story. — Houghton Mifflin Harcourt, 2017. — P. 19.
23. ↑  Schonfeld, Erick (11 августа 2008). AirBed And Breakfast Takes Pad Crashing To A Whole New Level. TechCrunch. Дата обращения: 10 июня 2025.
24. 1 2  Gallagher, Leigh. The Airbnb Story. — Houghton Mifflin Harcourt, 2017.
25. ↑  Spors, Kelly (11 августа 2008). The Business of Politics. The Wall Street Journal. Архивировано 21 февраля 2017.
26. ↑  Rusli, Evelyn (7 июля 2011). The New Start-Ups at Sun Valley. The New York Times. Архивировано 28 января 2018.
27. 1 2  Gallagher, Leigh. The Airbnb Story. — Houghton Mifflin Harcourt, 2017.
28. ↑  Gallagher, Leigh. The Airbnb Story. — Houghton Mifflin Harcourt, 2017.
29. ↑  100 Most Powerful People in Business: Brian Chesky. Fortune. Дата обращения: 5 февраля 2025.
30. ↑  Airbnb Cofounders Join Buffett and Gates' 'Giving Pledge'. Fortune. 1 июня 2016. Дата обращения: 12 июня 2024.
31. ↑  Cabanatuan, Michael. Сооснователь Airbnb пожертвовал 25 миллионов долларов на программы по борьбе с бездомностью в Сан-Франциско и районе залива. San Francisco Chronicle (16 декабря 2020). Дата обращения: 12 июня 2024.
32. ↑  Philanthropy 50: List of America's top 50 donors of 2022. Associated Press. The Chronicle of Philanthropy. 14 февраля 2023. Дата обращения: 1 мая 2024.
33. ↑  Obama Foundation, Brian Chesky launch $100 million scholarship program. Candid. 17 мая 2022. Дата обращения: 12 июня 2024.